# Daejeon Korail FC
Daejeon Korail Football Club (kor. 대전 한국철도 축구단) – południowokoreański klub piłkarski z miasta Inczon, występujący w K3 League.